# 土爾巴特
土爾巴特，是巴基斯坦俾路支省南部的一座城市，它同時是科奇县與「土爾巴特鄉」的縣治及鄉治所在，市中設有自己的議會。